# サポジラ
サポジラ（英: sapodilla、学名: Manilkara zapota）は、熱帯域に分布するアカテツ科マニルカラ属の常緑高木。別名チクル、チューインガムノキ、メキシコガキともよばれる。
メキシコ原産であり、中央アメリカを征服したスペイン人が、現地のナワトル語で tzapotl（ツァポトル）と呼ばれていた木に sapodilla（サポジラ）と名付けた。スペインによる植民地化に伴いフィリピンに移入されて東南アジアと南アジアに広まり、日本では沖縄でも見ることがある。果実は茶色の粗い果皮に包まれ、シャリシャリした食感と、洋ナシに似た甘い味がする。
リンネが最初に Achras zapota という学名で記載し、Achras属を「サポジラ属」としている文献が存在するが、やがてマニルカラ属（Manilkara）に置かれるようになり、Achras属はマニルカラ属のシノニムとして扱われるようになりつつある。

## 樹木
原産地はメキシコ南部、グアテマラ、ベリーズ北部などの地域で、現地のスペイン語で chicle（チクル＝「チューインガム」の意）と呼ばれる。
成長の遅い常緑樹で、樹高は30 - 40メートル (m) に達する。皮質の葉が密生して、暗緑色の大きな樹冠を形成する。ピンク色の内樹皮が傷つくと乳液（ラテックス）が染み出る。葉は7 - 15センチメートル (cm) ほどの卵形で光沢があり、枝に螺旋状に付く。花は先端部分が6つに分かれた釣鐘型の合弁花であり、花弁の色は白く、あまり目立たない。
花は季節を選ばず咲き、球形や楕円形の果実は年に2回収穫可能である。果実は直径4 - 8 cmほどになり、薄い果皮の質感はジャガイモに似る。果肉は干し柿に似た茶色、あるいは浅黄色で石細胞を含み、食感は柿に比べて柔らかく、中には2 - 10個ほどの種子がある。未熟のものは渋みが強く食べられないが、熟したものは非常に甘く美味で、風味も干し柿に極めて似た香りと甘さがあり、ビタミンやミネラル、タンニン、ポリフェノールに富む。種子は黒く、こちらもの柿の種に近い形状である。

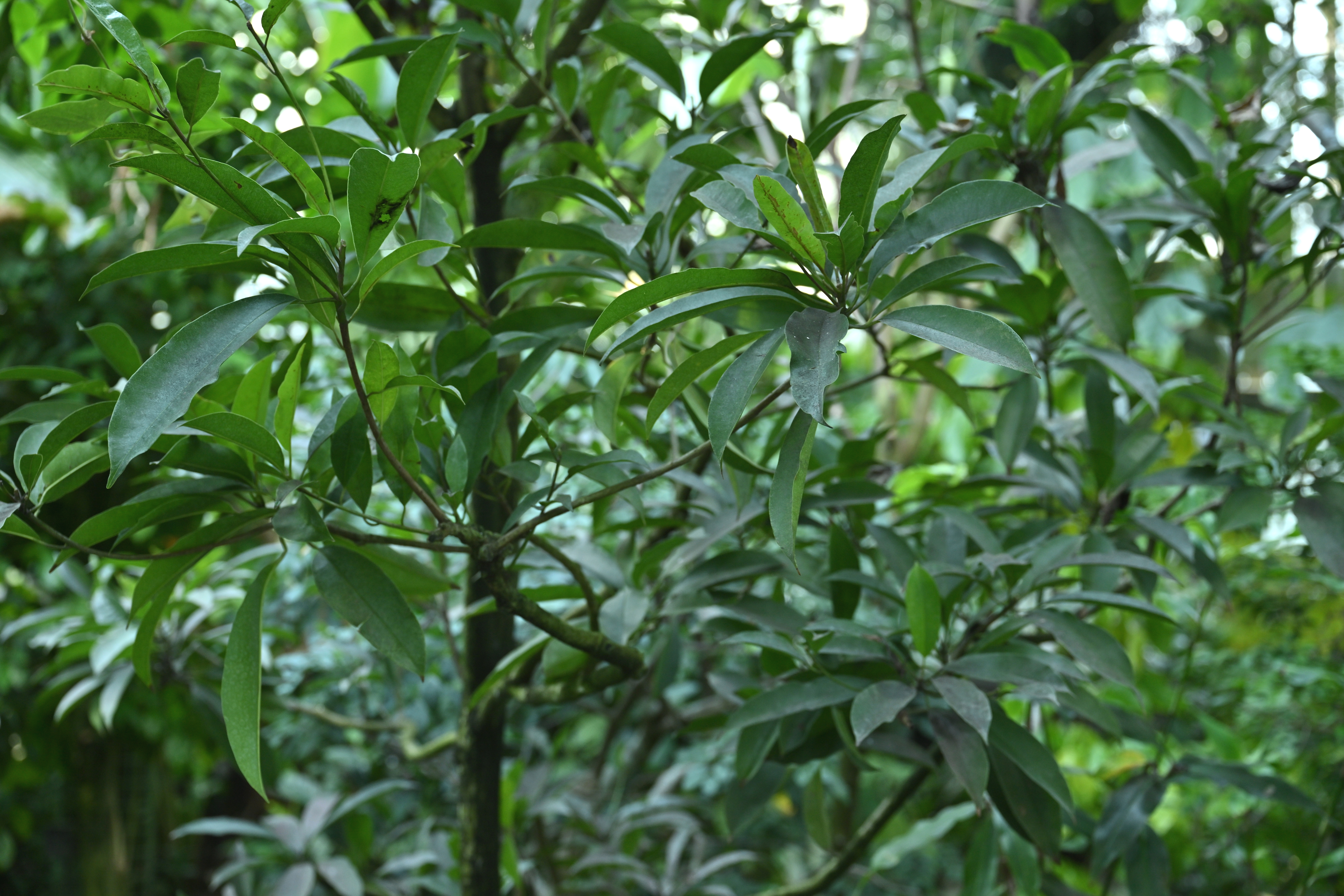
葉
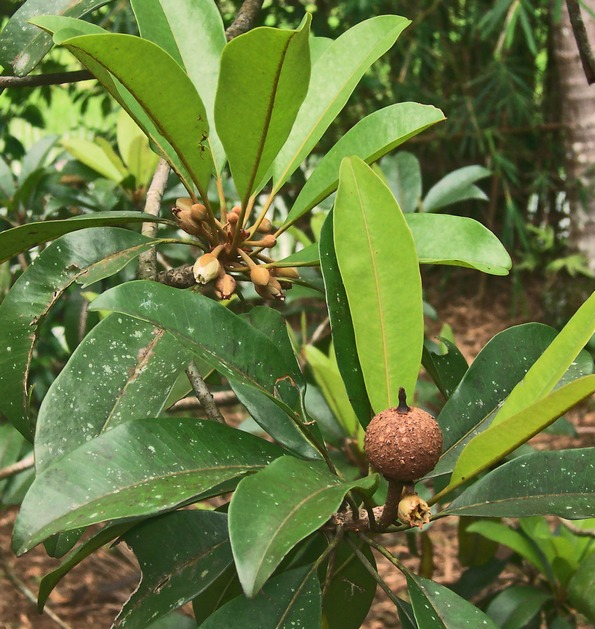
花序と若い果実
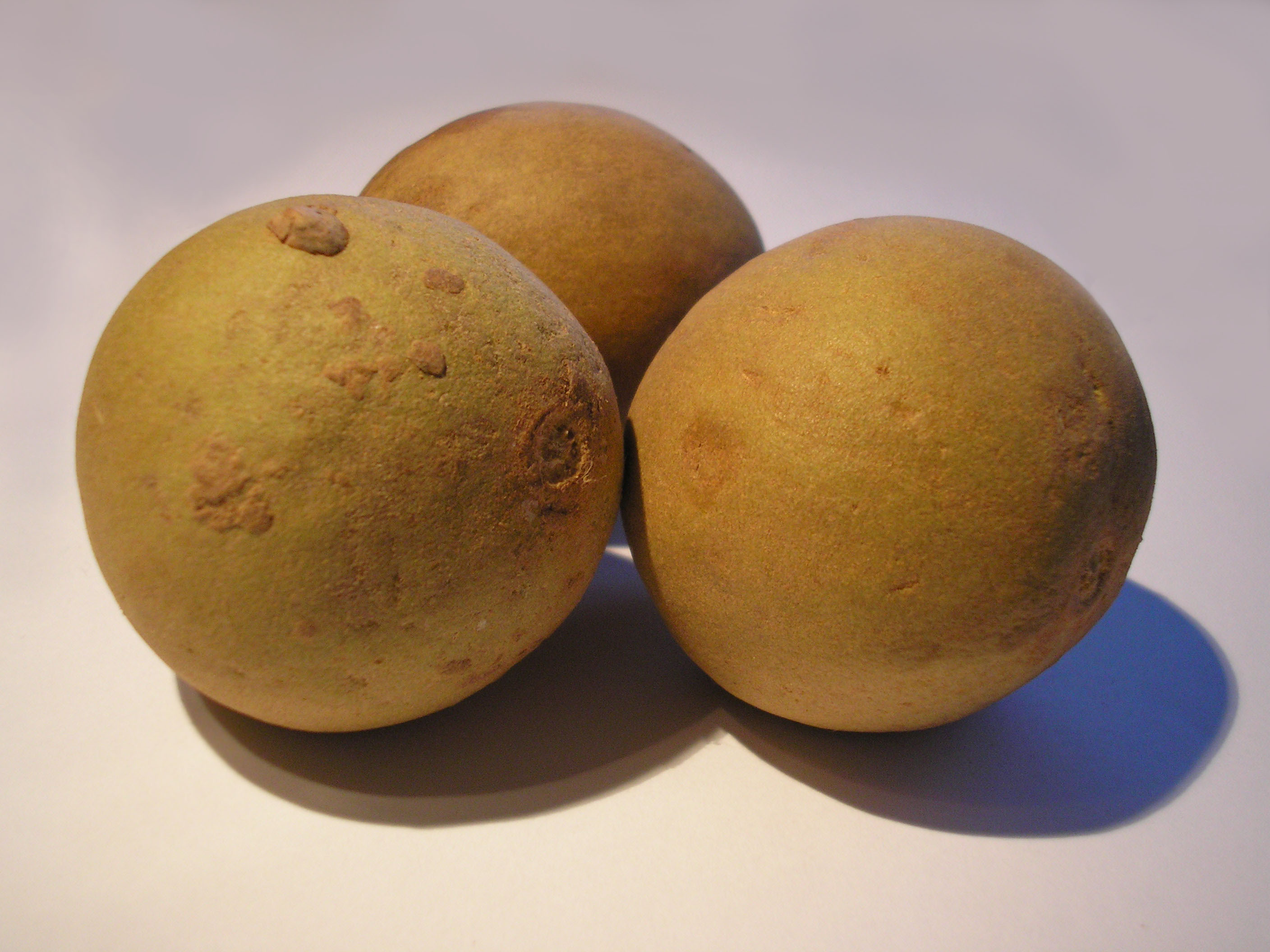
果実
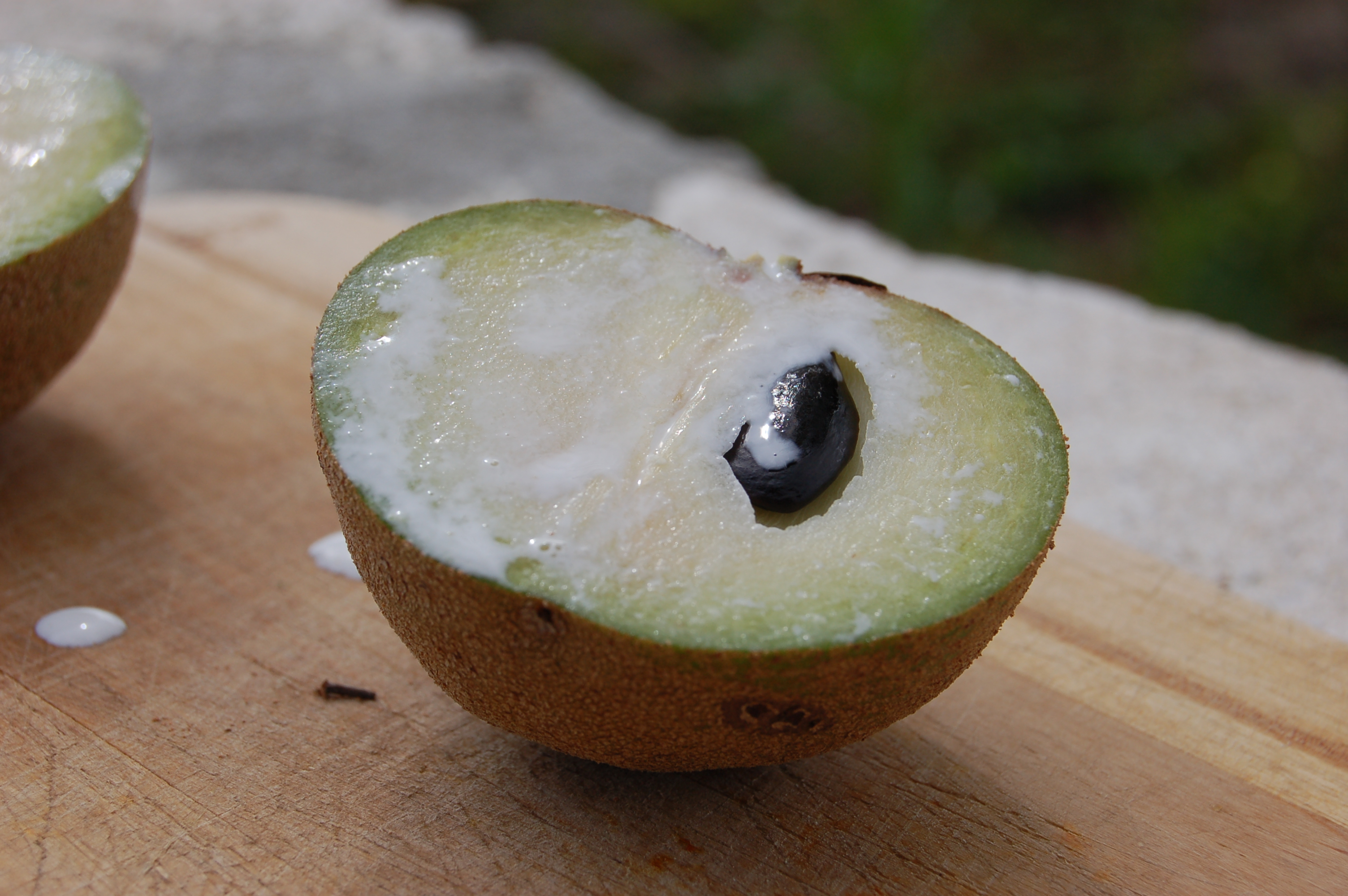
未熟成な果実の断面
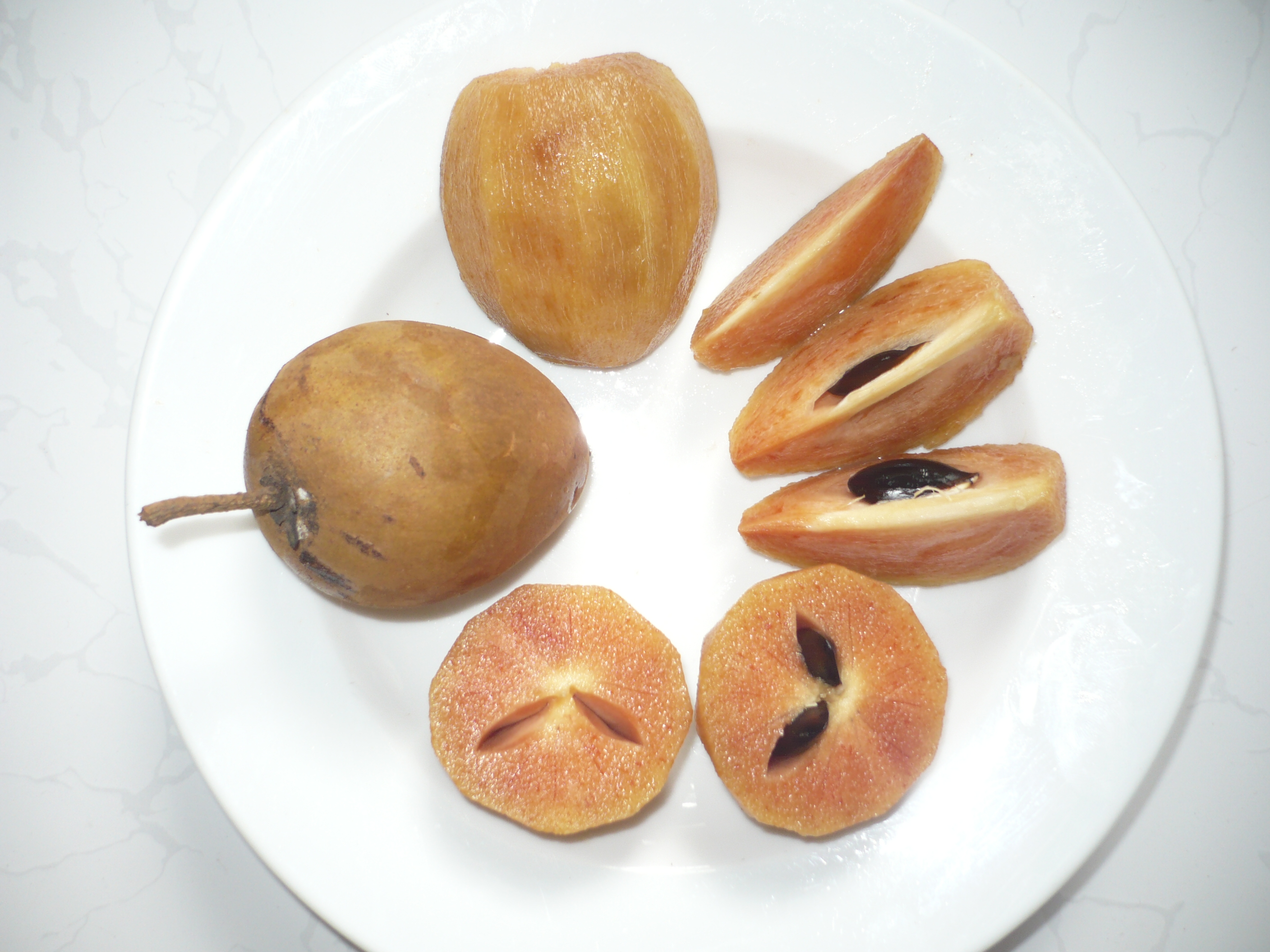
成熟果
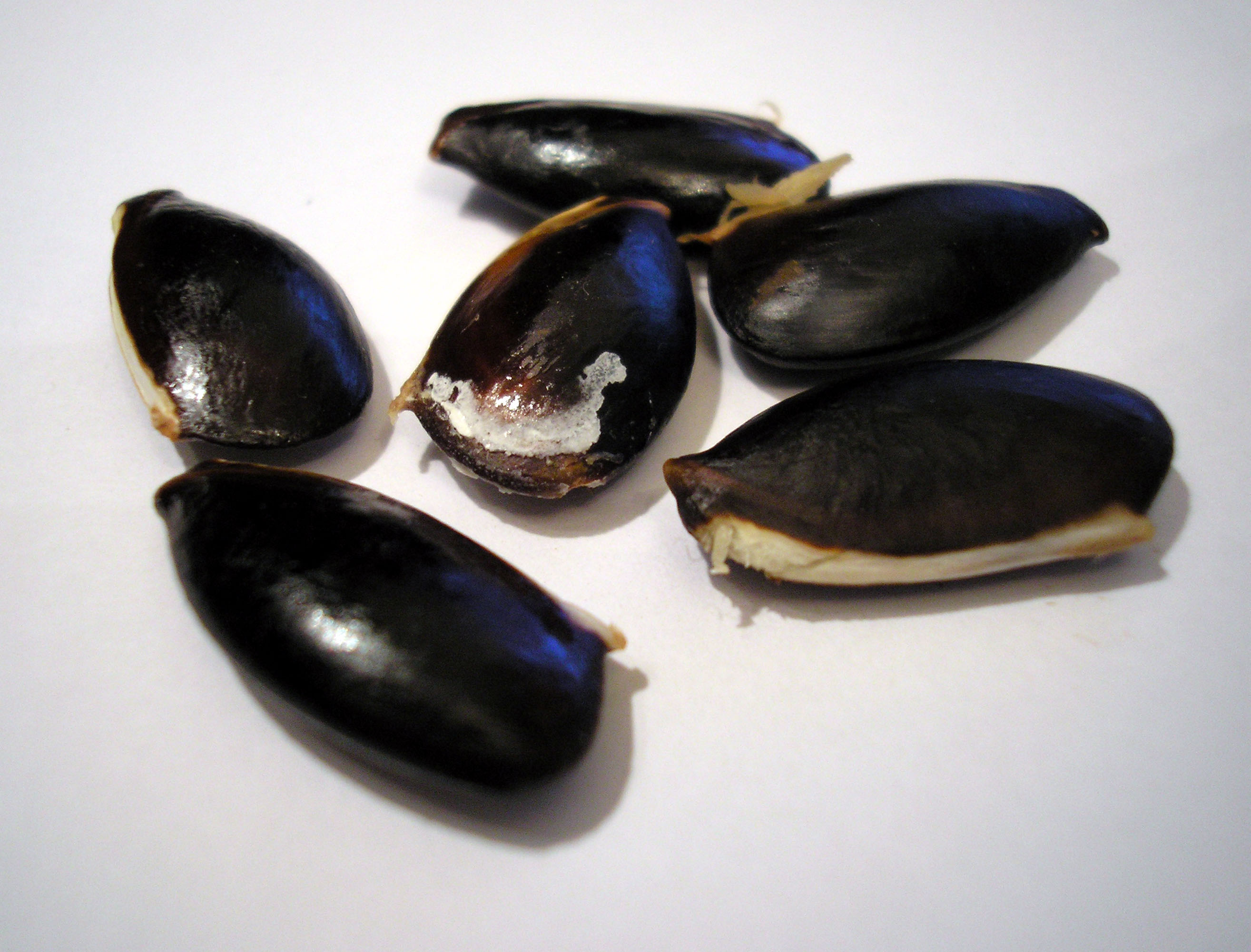
種子

## 利用
樹皮に白く粘り気のあるラテックス（チクルと呼ばれる）が多く含まれ、チューインガムの原料となる。ラテックスが乾燥すると天然の絆創膏になり、感染症を防ぐのにも役立つ。アステカ族やマヤ族の人々は、何千年も前から、チクルをチューインガムにしたり、口臭を防いだり、あるいは喉の渇きを癒やすのに利用してきた。
チクルを集める人はチクレロ（chiclero）とよばれ、幹にジグザグの傷をつけて大量に出てくるラテックスを集めて、これを煮詰めて凝固させ、チクルガムとよばれる天然のゴム質を生成する。チューインガムは、19世紀中頃のニューヨークの起業家トーマス・アダムズが、チクルガムに砂糖と香辛料で味をつけて発明した。チューインガム作りは一大産業となり、1930年代には、アメリカ合衆国は毎年8000トンのチクルガムを輸入していた。ラテックスの大量採取によりサポジラの木は大きなダメージを受けたが、1940年代に石油系合成樹脂が開発されると取って代わられ、チクルはほとんど利用されなくなった。現代では、チクルゴムを使ったチューインガムは、少数の生産メーカーが製造しているだけに留まる。
東南アジアではサポジラの果実が、果物として人々に広く愛された名物となっている。

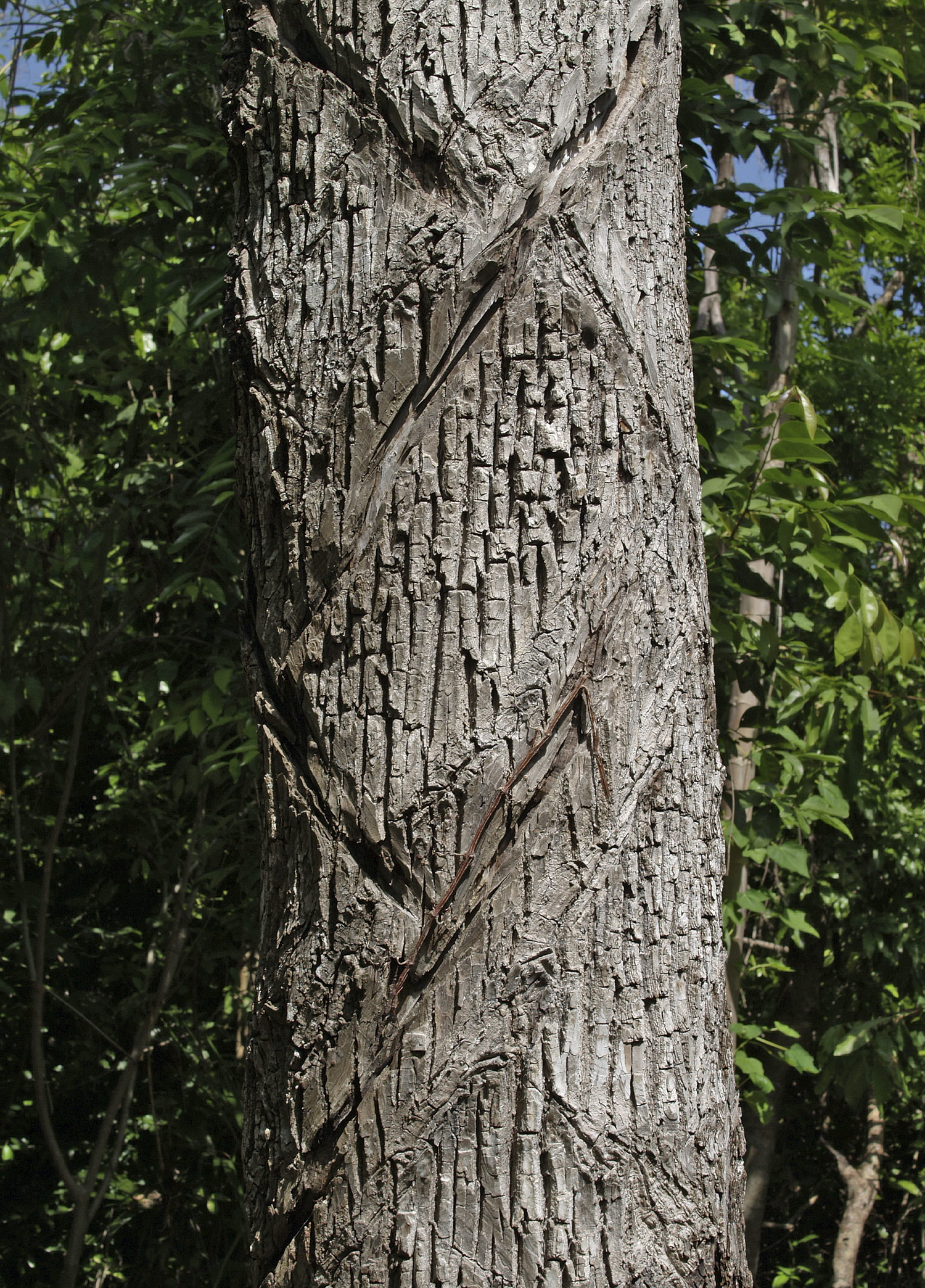
ラテックスを採取した樹皮の傷跡
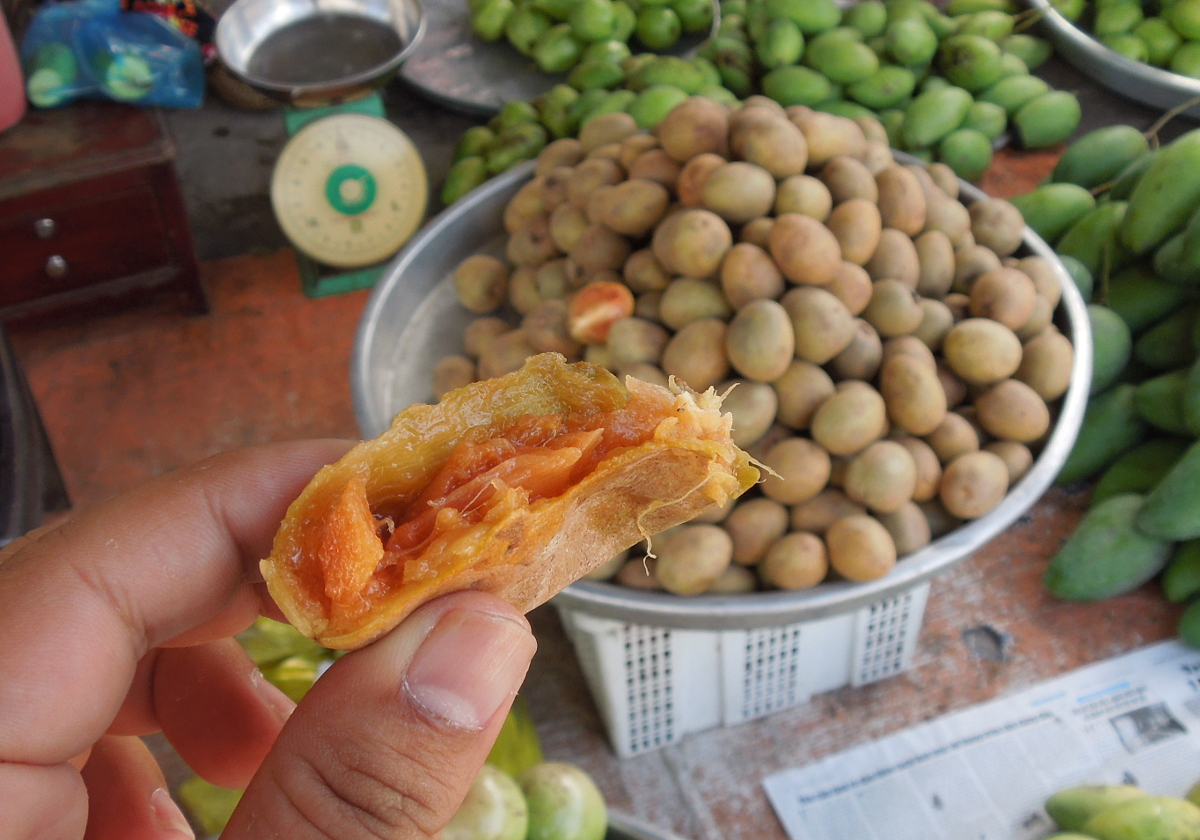
ベトナムにて。果肉は非常に柔らかく、まさに「瑞々しい干し柿」といった趣
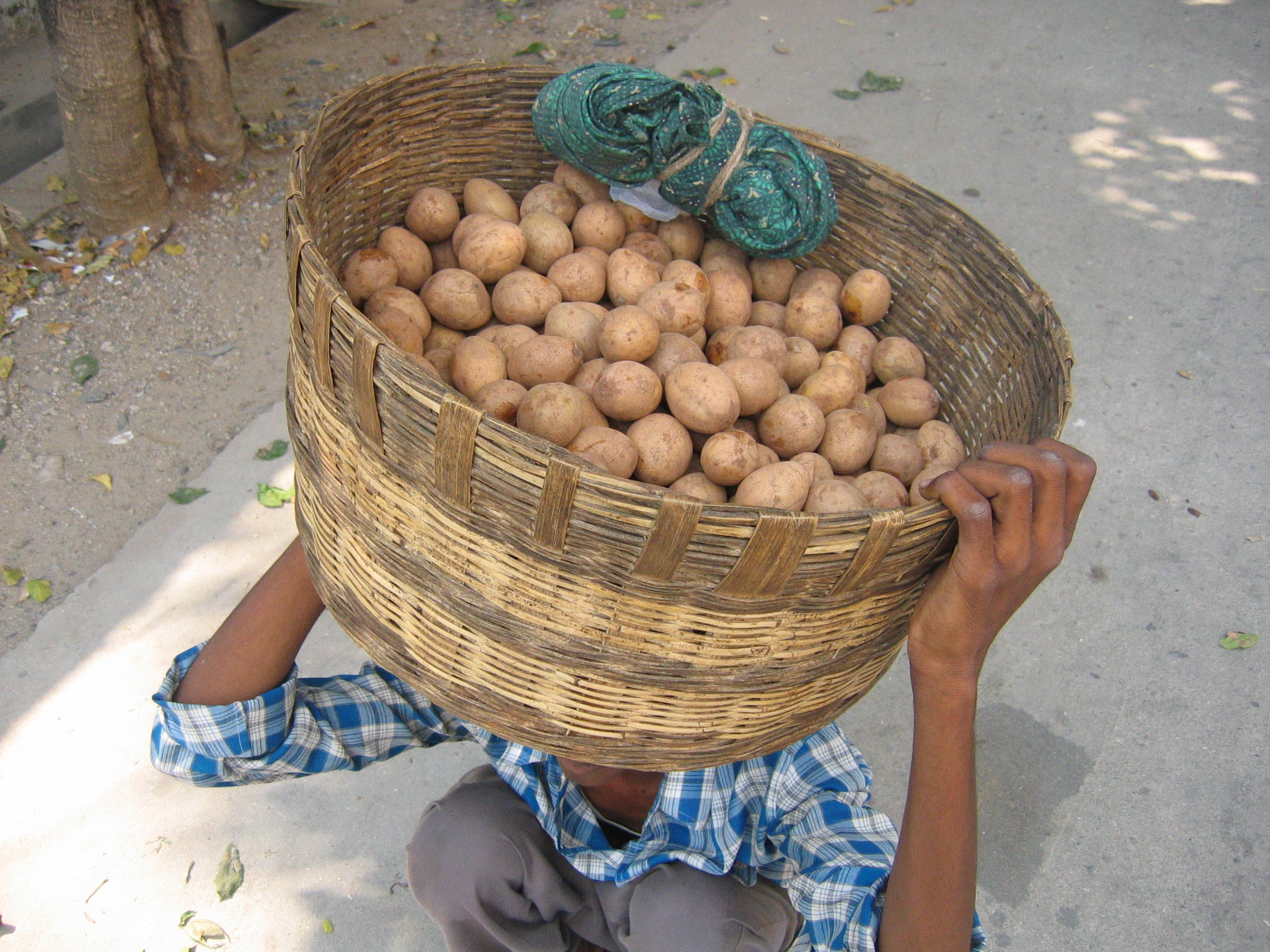
インド、アーンドラ・プラデーシュ州グントゥールの路上で売られているサポジラの果実